# Adiantum argutum
Adiantum argutum är en kantbräkenväxtart som beskrevs av Splitgb. Adiantum argutum ingår i släktet Adiantum och familjen Pteridaceae. Inga underarter finns listade.